# آی آدم‌ها (مجموعه تلویزیونی)
آی آدم‌ها یک مجموعه تلویزیونی محصول سال ۱۳۷۹ است، به کارگردانی و تهیه‌کنندگی، خانم جهان خادم المله، و همسرشان محمد حسین‌پور، که از برنامه کودک و نوجوان شبکه ۲ پخش شد.

## بازیگران
- ژاله علو
- بهزاد خداویسی
- احمدرضا اسعدی
- داریوش مودبیان
- زهرا سعیدی
- جواد لشگری
- مجید مشیری
- الیاس حسینی
- جمال جاودانی
- حسین رستمیان
- عباس کاظمی
- محمد کیانی
- محمد نجفی